# جون غيبون
جون غيبون (بالإنجليزية: John Gibbon)‏ هو ضابط أمريكي، ولد في 20 أبريل 1827 في فيلادلفيا في الولايات المتحدة، وتوفي في 6 فبراير 1896 في بالتيمور في الولايات المتحدة.

## وصلات خارجية
- جون غيبون على موقع إن إن دي بي (الإنجليزية)